# Triglawbrücke
Die Triglawbrücke ist eine rund 50 Meter lange Straßenbrücke in Eisen-Fachwerk-Bauweise im Berliner Ortsteil Rahnsdorf, Ortslage Hessenwinkel. Sie führt über die Spree – die in diesem Abschnitt auch Müggelspree genannt wird – auf eine kleine Insel, die von der Spree im Norden, dem Dämeritzsee im Osten und dem Alten Spreearm im Westen und Süden umschlossen wird. Dieser Spreearm entstand infolge eines neuen Durchstichs zu Beginn des 20. Jahrhunderts.
Die Brücke wurde 1912 fertiggestellt. In ihren eisernen Streben sind Beleuchtungskörper integriert. Zwischen 2000 und 2002 erfolgten unter Leitung des Ingenieurbüros Plass + Partner im Auftrag der Berliner Senatsverwaltung für Stadtentwicklung umfangreiche Sanierungsarbeiten. Die Brücke ist – wie die darüberführende Straße – nach dem slawischen Gott Triglaw benannt.
Im Juni 2015 beschädigte ein Baufahrzeug die Tragkonstruktion der Brücke, die daraufhin für jeglichen Fahrzeugverkehr gesperrt werden musste. Die Instandsetzung dauerte nur eine Woche, verdeutlichte jedoch die Bedeutung der Brücke für die Inselbewohner.

## Einzelnachweise

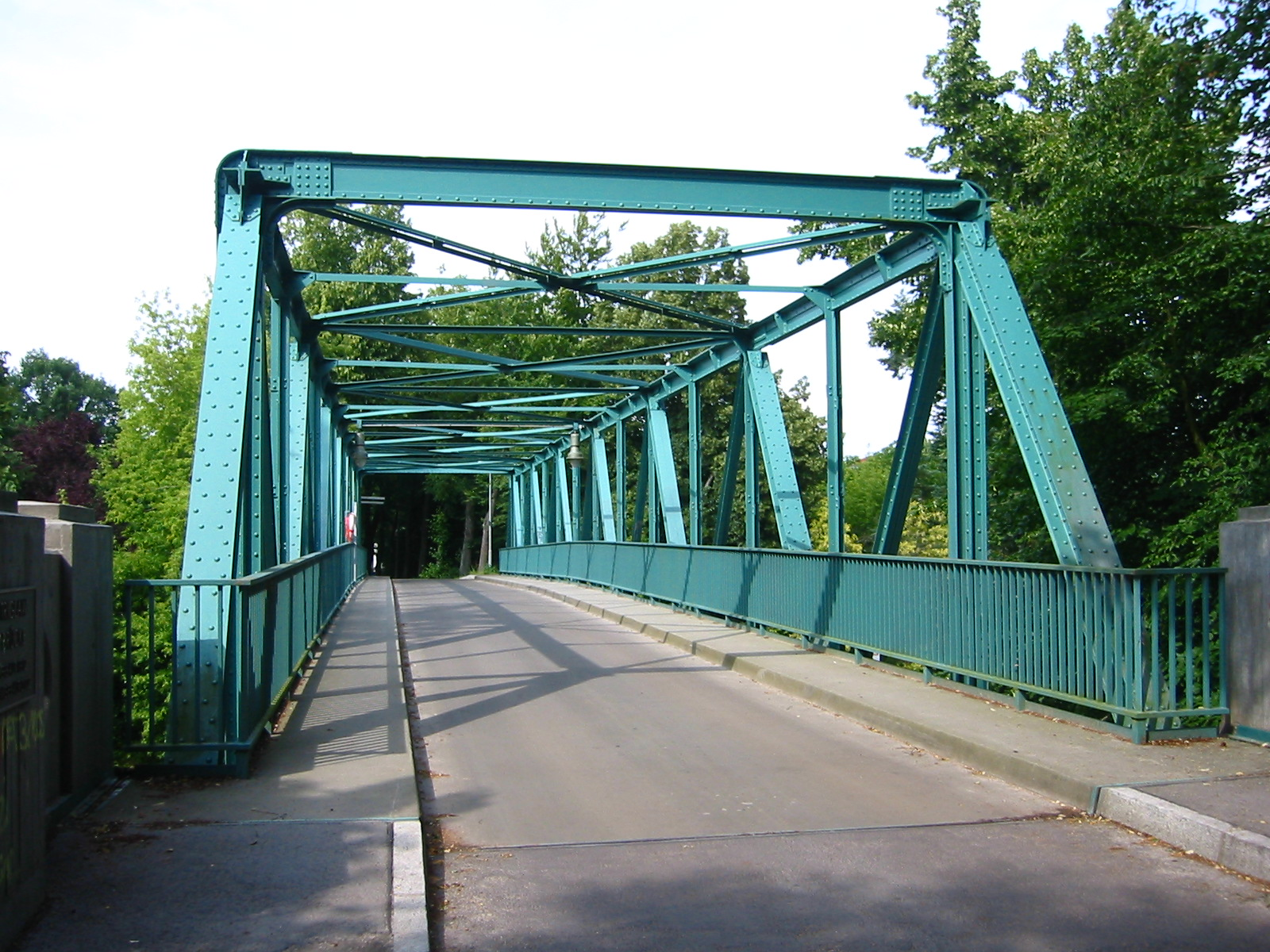
Triglawbrücke von der Straße aus (von Süden) gesehen.